# Parandrianellus annulatus
Parandrianellus annulatus is een eenoogkreeftjessoort uit de familie van de Anchimolgidae. De wetenschappelijke naam van de soort is voor het eerst geldig gepubliceerd in 1991 door Humes.